# 케고땃쥐
케고땃쥐 또는 케고흰이땃쥐(Crocidura kegoensis)는 땃쥐과에 속하는 포유류의 일종이다. 2004년에 처음 기술되었다. 아주 작은 회색 땃쥐속 종으로 작은 소리와 두개골, 다리를 갖고 있다. 짧은 털(등의 털은 1.5mm이고, 배 쪽은 1.0mm에 불과하다.)을 지니고 있다. 딱 1종의 표본만이 알려져 있고, 베트남 하띤 성 케고 자연 보전 구역의 해발 200m 높이에서 발견되었다. 베트남잎코박쥐(Paracoelops megalotis) 다음에 발견된 베트남의 "북부저지대우림"의 고유종으로 추정하고 있다. 완모식표본의 몸길이는 48mm이고 꼬리 길이는 27mm이다. 뒷다리는 10mm, 귀 길이는 5mm이다.